# منتخب رومانيا لكرة القاعدة
منتخب رومانيا لكرة القاعدة هو ممثل رومانيا الرسمي في المنافسات الدولية في كرة القاعدة
.